# علم اندازه‌گیری زمان

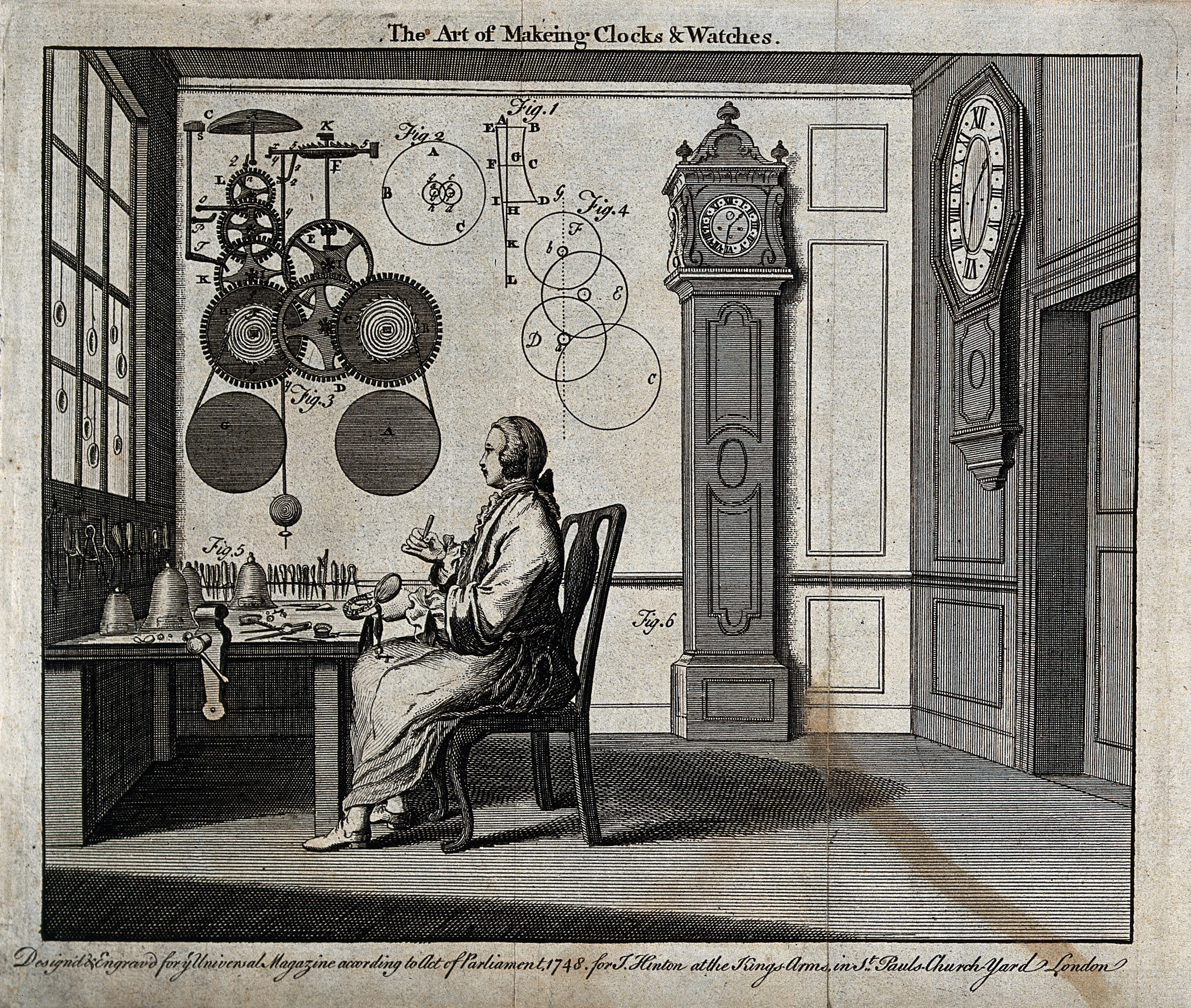
علم اندازه‌گیری زمان

علم اندازه‌گیری زمان یا هورولوژی (به انگلیسی: Horology)، دانش اندازه‌گیری زمان است که منجر به پیدایش ساعت‌های مختلف، انواع زمان‌سنج‌ها، ضبط کننده‌های زمان، کرونومترهای دریایی و ساعت‌های اتمی و … شده‌است.
واژه "هورولوژی" از ریشه‌ی یونانی "ὥρα" (hora) به معنای زمان و "λόγος" (logos) به معنای دانش گرفته شده است.

## تاریخچه

### تمدن‌های باستانی
تلاش برای اندازه‌گیری زمان به تمدن‌های باستانی بازمی‌گردد. تمدن‌های مصر، بابل، و چین از اولین جوامعی بودند که ابزارهای ساده‌ای مانند ساعت آفتابی و ساعت آبی را برای ثبت گذر زمان توسعه دادند.
- ساعت آفتابی: مصریان باستان یکی از اولین نمونه‌های ساعت آفتابی را ساختند که با استفاده از سایه‌ی خورشید، زمان تقریبی را نشان می‌داد.
- ساعت آبی: در تمدن مصر و چین باستان از جریان آب برای اندازه‌گیری زمان استفاده می‌شد. این ابزارها بیشتر برای فعالیت‌های مذهبی و کشاورزی کاربرد داشتند.

### قرون وسطی
در قرون وسطی، فناوری‌های مکانیکی پیشرفت چشمگیری داشت. ساعت‌های مکانیکی ابتدایی که با وزنه و چرخ‌دنده کار می‌کردند، در این دوره به‌طور گسترده استفاده شدند. این ساعت‌ها معمولاً در کلیساها نصب می‌شدند و به هماهنگی فعالیت‌های مذهبی کمک می‌کردند.

### دوران مدرن
- قرن هفدهم: اختراع ساعت پاندولی توسط کریستیان هویگنس دقت سنجش زمان را به‌طور چشمگیری افزایش داد.
- قرن بیستم: معرفی ساعت‌های کوارتز و سپس ساعت‌های اتمی باعث شد دقت اندازه‌گیری زمان به سطحی بی‌سابقه برسد.
- عصر دیجیتال: توسعه ساعت‌های هوشمند و سیستم‌های هماهنگ‌سازی زمانی مانند GPS نشانگر پیشرفت‌های مداوم در این حوزه است.

## ابزارهای سنجش زمان
ابزارهای مختلفی برای سنجش زمان در طول تاریخ توسعه یافته‌اند. هر کدام از این ابزارها در دوره‌ی خود پیشرفته بوده و نیازهای خاصی را برآورده می‌کرده‌اند.

### ابزارهای سنتی
- ساعت شنی: با جریان شن بین دو محفظه، زمان‌های کوتاه اندازه‌گیری می‌شد.
- شمع زمان‌سنج: با سوختن یکنواخت شمع، گذر زمان تخمین زده می‌شد.

### ابزارهای مکانیکی و مدرن
- ساعت مکانیکی: استفاده از چرخ‌دنده و فنر برای دقت بیشتر در زمان‌سنجی.
- ساعت پاندولی: استفاده از حرکت پاندول برای بهبود دقت در سنجش زمان.
- ساعت کوارتز: استفاده از نوسانات کریستال کوارتز برای ثبت دقیق زمان.
- ساعت اتمی: استفاده از نوسانات اتم‌های سزیم یا روبیدیوم، دقیق‌ترین ابزار اندازه‌گیری زمان.

## کاربردهای هورولوژی

### ناوبری و حمل‌ونقل
در دریانوردی و هوانوردی، دانستن زمان دقیق برای تعیین موقعیت جغرافیایی با استفاده از روش‌هایی مانند ناوبری نجومی ضروری است. سیستم GPS نیز به هماهنگی زمانی وابسته است.
- ناوبری دریایی: اندازه‌گیری دقیق زمان به دریانوردان امکان می‌دهد طول جغرافیایی را با استفاده از اختلاف زمانی محاسبه کنند.
- هوانوردی: هماهنگی زمانی برای مسیریابی و ارتباطات دقیق بین فرودگاه‌ها و هواپیماها ضروری است.

### علوم و فناوری
- نجوم: مشاهده دقیق اجرام آسمانی نیازمند هماهنگی زمانی بسیار دقیق است. تلسکوپ‌های پیشرفته برای ثبت پدیده‌های کیهانی به زمان‌سنجی دقیق وابسته‌اند.
- فناوری اطلاعات: شبکه‌های رایانه‌ای برای هماهنگی داده‌ها و عملکرد صحیح به ساعت‌های دقیق وابسته‌اند. به‌عنوان مثال، سرورهای اینترنتی از ساعت‌های اتمی برای همگام‌سازی داده‌ها استفاده می‌کنند.
- تحقیقات علمی: آزمایش‌هایی که نیاز به زمان‌بندی دقیق دارند، مانند اندازه‌گیری سرعت واکنش‌های شیمیایی یا آزمایش‌های فیزیکی.

### زندگی روزمره
- مدیریت زمان: در زندگی شخصی، استفاده از ابزارهایی مانند تقویم‌ها و ساعت‌ها به برنامه‌ریزی مؤثر کمک می‌کند.
- ورزش: در بسیاری از ورزش‌ها، اندازه‌گیری دقیق زمان برای ثبت رکوردها و عملکرد ورزشکاران اهمیت دارد.
- تجارت و اقتصاد: بورس‌های جهانی و بانک‌ها برای هماهنگی معاملات به دقت زمانی بالا نیاز دارند.

### پزشکی و سلامت
- دستگاه‌های پزشکی: برخی از ابزارهای پزشکی، مانند ضربان‌سنج‌ها یا پمپ‌های انسولین، برای عملکرد صحیح به زمان‌بندی دقیق نیاز دارند.
- تحقیقات زیستی: بررسی چرخه‌های زیستی مانند ریتم شبانه‌روزی انسان نیازمند اندازه‌گیری دقیق زمان است.

## واحدهای اندازه‌گیری زمان

### واحدهای استاندارد
در سیستم بین‌المللی واحدها (SI)، "ثانیه" به عنوان واحد پایه‌ی زمان تعریف شده است. ثانیه بر اساس تعداد نوسانات یک اتم سزیم در شرایط خاص تعریف می‌شود.
- تعریف ثانیه: ثانیه معادل 9,192,631,770 نوسان اتم سزیم-133 در شرایط خاص است.

### واحدهای بزرگ‌تر
- دقیقه: برابر با 60 ثانیه.
- ساعت: برابر با 60 دقیقه یا 3600 ثانیه.
- روز: شامل 24 ساعت یا 86,400 ثانیه است.
- هفته، ماه و سال: واحدهای بزرگ‌تر برای سازماندهی زمان در مقیاس‌های بزرگ‌تر استفاده می‌شوند.

### واحدهای غیررسمی
- لحظه: واحدی مبهم که در گذشته برای بازه‌های زمانی کوتاه استفاده می‌شد.
- نوبت: بیشتر در برنامه‌ریزی روزانه یا تقسیم‌بندی زمان به کار می‌رود.

### فناوری و واحدهای جدید
- میلی‌ثانیه و میکروثانیه: در علوم کامپیوتر و فیزیک برای اندازه‌گیری زمان‌های بسیار کوتاه استفاده می‌شوند.
- نانوثانیه: واحدی برای اندازه‌گیری دقیق‌تر در زمینه‌هایی مانند مخابرات و الکترونیک.